# Häxjakten i Navarra 1575–1576
Häxjakten i Navarra 1575–1576 ägde rum i Pyrenéerna i den spanska delen av Navarra mellan augusti 1575 och mars 1576. Den resulterade i att över femtio personer åtalades för häxeri, två avrättades, tre dömdes till piskstraff och förvisning och 38 frikändes. Det var den första stora häxjakten i Spanien sedan Häxjakten i Navarra 1525–1526, och den sista före den berömda häxprocessen i Baskien 1609–1614.  Den sköttes huvudsakligen av den världsliga (kungliga) domstolen, men hämmades av att de gripna sedan överfördes till Inkvisitionen, som säkerställde milda domar.

## Första åtalen
Mellan hösten 1575 och sommaren 1576 kom arton trolldomsmål inför Navarras världsliga domstol med femtio åtalade personer, vilket var hälften av alla häxprocesser i Navarra. Häxjakten började i byn Anocibar i augusti 1575, när prästen Pedro de Anocibar rapporterade till kungliga domstolen att den sextioåriga Maria Juan, även kallad Maria Johan, hade bortfört sina nevöer, tioåriga Miguel de Olagüe och åttaåriga Martin till en häxsabbat, efter att ha förhört pojkarna enligt ett i förhand förberett frågeformulär.
Maria Johan lämnade själv en bekännelse om att hon hade besvärats av onda andrar sedan hon var fem och umgåtts med Satan sedan hon var tio, hade utsatts för exorcism och att hon led av anfall, men förnekade att hon hade trollat eller fört sina nevöer till Satan. Hennes nevöer utpekade henne för kätteri, och angav även två andra bybor, Miguel Zubiri and Maria Xandua. Prästen anklagade henne för kätteri, apostasi, djävulspakt och trolldom.
Domstolen kombinerade bybornas anklagelser mot det formulär som passade in på demonologins beskrivning av häxor. De åtalades för att ha närvarade på en häxsabbat och sedan strött ut pulver och gifter över landskapet för att orsaka skador på skörden. De tre vuxna utsattes för tortyr. Maria Joan vägrade länge bekänna innan hon slutligen pekade ut sina medåtalade. Hon brändes levande på bål på Plaza de la Taconera i Pamplona den 25 oktober 1575 efter att ha bekänt och ångrat sig. Miguel Zubiri avrättades 28 november 1575, medan Maria Xandua däremot överfördes till Spanska Inkvisitionen på begäran av advokaten Pedro Larremendi. Detta var den första avrättningen för häxeri sedan 1526 och väckte stort uppseende.

## Häxjakten
Processen ledde till en häxjakt över hela Navarra, då kungliga domstolen sände ut kommissionärer att undersöka förekomsten av häxkonst och under följande månader fick kungliga domstolen hantera sjutton häxprocesser. Myndigheterna undersökte förekomsten av häxeri i regionens byar, vilket resulterade i att flera mål uppkom. Efter avrättningen inkom flera nya åtal till kungliga domstolen, först från byn Huarte i Araquil, där fyra personer anklagades för att ha uttalade trollramsor. De följande processerna följde samma mönster och innehöll typiskt nattflygande, häxsabbater, fostra och träna upp paddor, förgifta skördar, vingårdar, djur och människor och sexuella handlingar med djur som getter i närvaro av Satan. Processer förekom i Oricáin, Ostiz, Burutáin, Etuláin och Esáin, i dalarna Ezcabarte, Olaibar och Anué. När myndigheterna i byarna inledde undersökningar, inkom anklagelser mot kloka gummor och personer med grund i personliga konflikter.
Häxprocessen i Huarte slutade i förvisningen av två kvinnor, en kvinnas död i fängelse och frikännandet av en man. I Araquil anklagade fem personer den beryktade 80-åriga fattiga änkan Graciana Martinez för att ha uppfostrat paddor till att förgifta skördar, hon dömdes till förvisning i maj 1576. I byn Ciordia en dal i Araquil överlämnades de anklagade Catalina Arana, sju kvinnor och två män, till inkvisitionen, som gav dem milda domar. I byn Burguette dömdes Graciana Loizu med en kvinna och två män, till förvisning i januari. Ett typiskt mönster var att en person som länge misstänktes för häxeri åtalades, tillsammans med flera personer som aldrig förut misstänktes men angavs på grund av personliga konflikter när myndigheterna inledde sin undersökning. Normalt frigavs de senare, medan de förra erhöll i huvudsak milda domar, som förvisning. Undersökningarna visar att de bybor som anklagade andra för häxeri, hänvisade till att de aldrig hade övervägt tanken förrän 1575 års häxprocess hade fått dem att reflektera över häxeri.
I februari 1576 inleddes undersökningen i Legarda och Urtega, där en förmögen man samt adelskvinnan Teresa de Ollo, vilket var ovanligt. Processer följde i Orroquieta med en klok gumma som åtalade, i Ciga i mars 1576 med Pedro Sanz och ytterligare tolv åtalade, och Ulzama med tre kvinnor och en man åtalad, och Muez, där dock inga åtal förekom. I Roncal angavs Joana Larrimpe, vars mor blivit bestraffad av Inkvisitionen och mormor avrättats för häxeri: hon avled i fängelse i april 1577. Trots mängderna av åtal, avrättades dock inga fler efter de två första avrättningarna år 1575. Tortyr användes inte mer än vid tre tillfällen, vilket medverkade till varför häxjakten inte växte: i Tyskland växte häxprocesser därför att de åtalade torterades till att ange medbrottslingar, men i Spanien stannade de oftast vid de personer som angetts från början. 

## Konsekvenser och upphörande
Häxjakten sköttes främst av den kungliga (dvs världsliga) domstolen, inte av Spanska inkvisitionen. Efter avrättningen av Maria Johan och Miguel Zubiri, begärde inkvisitionen rätten att få överta processerna från den världsliga domstolen. Spanska inkvisitionen gav i allmänhet mildare domar, därför att dess syfte inte var att avrätta personer utan få dem att bli kyrkans lydiga undersåtar: syftet var att få dem att bekänna och ångra sig, varefter de frigavs efter en tids fängelse eller ett milt straff, medan dödsstraff främst var reserverat för återfallsförbrytare.
Spanska inkvisitionen hade rätten att sköta brott om kätteri, medan kungliga domstolen hade rätten att sköta åtal om trolldom som förorsakat världsliga brott. Detta orsakade en långdragen tvist, som dock inkvisitionen i slutändan vann: medan kungliga domstolen fortsatte att sköta undersökningarna, fick inkvisitionen i allmänhet de gripna överförda till sig, vilket var orsaken till varför så få avrättades. Den första som överfördes till inkvisitionen var Maria Xandua: inkvisitionen klarlade då att den tioåriga Miguel de Olagüe och åttaåriga Martin hade vittnat falskt mot henne, Mari Johan och Miguel Cubiri. 
Resultatet av häxjakten var att fler än femtio personer som åtalats överfördes till inkvisitionen: av dessa blev 38 kvinnor och sju män frisläppta sedan de bekänt och ångrat sig; tre kvinnor dömdes till piskstraff och förvisning. Däremot avled flera i personer i fängelset, då inkvisitionens fängelser var hälsovådliga och det var vanligt att fångar avled där. Fängelset var kallt och fuktigt och framkallade sjukdomar, särskilt då fångar väntades köpa sin egen mat, och fattiga personer ofta fick slut på pengar och inte längre kunde köpa mat.
Efter 1576 förhöll sig inkvisitionen återhållsam mot häxprocesser fram till häxprocessen i Baskien 1609–1614. Kloka gumman Milia de Otano anmäldes till en världslig domstol 1590 men tycks inte ha blivit dömd; 1595 anlitade adelsmannen Andueza i byn Araiz en flicka som identifierade sjutton bybor som häxor, vilka förhördes privat och erkände samlag med Satan tills de överfördes till fängelset i Pamplona. I Pamplona avled nio av sjutton av förhållandena i fängelset medan de övriga "Araiz-häxorna" tycks ha frikänts (utom två, som förvisades), sedan de hade erkänt att de bekänt enbart för att de hotats till det av Andueza, vars egen skrivare hade spridit ut i byn att de var oskyldiga. Inga häxprocesser alls hölls sedan förrän häxprocessen i Baskien 1609.